# Красивый, плохой, злой
«Краси́вый, плохо́й, злой» (англ. Extremely Wicked, Shockingly Evil and Vile) — американский триллер режиссёра Джо Берлингера. Главную роль исполнил Зак Эфрон. Мировая премьера состоялась 26 января 2019 года на кинофестивале «Сандэнс», премьера в России состоялась 23 мая 2019 года. Фильм рассказывает об известном серийном убийце Теде Банди, убившем 36 девушек.

## Сюжет
Сиэтл, 1969 год. Молодая секретарша, мать-одиночка Лиз Кендалл знакомится в кафе со студентом-юристом Тедом Банди. Он провожает её до дома и, не смутившись наличием у Лиз дочери Молли, остаётся ночевать. Банди переселяется к Лиз и помогает ей воспитывать дочь.
1974 год. В прессе появляются шокирующие истории о многочисленных жертвах неизвестного серийного убийцы. Несколько человек видели, как некий мужчина с загипсованной рукой просил девушек помочь ему погрузить лодку на его машину «Фольксваген-жук», составлен фоторобот.
В 1975 году патрульный полицейский (которого сыграл солист Metallica Джеймс Хэтфилд) арестовывает Теда. Одна из жертв убийцы Кэрол да Ронч опознает Теда, утверждая, что он похитил её и угрожал убить, но ей удалось бежать. Тед убеждает Лиз в своей невиновности, но суд присяжных приговаривает его к 15-летнему заключению.
Через несколько недель Теда этапируют в г. Аспен, штат Колорадо, где местные власти обвиняют его в убийстве Кэрол Кэмпбелл. В Аспене он встречает свою старую знакомую Кэрол-Энн Бун. Лиз не верит в виновность Теда, но под грузом стресса начинает пить. Тед решает защищать себя сам и получает доступ в библиотеку суда округа Питкин. В перерыве судебного слушания по его делу ему удаётся сбежать из здания суда, выпрыгнув из окна, и скрыться от погони, но через шесть дней его всё же ловят.
Лиз порывает с Тедом. Она начинает встречаться со своим коллегой и бросает пить. Тед вытаскивает потолочную панель в камере и совершает новый побег. Его снова арестовывают. Власти штата Флорида обвиняют Банди в нападении на нескольких студенток в женском общежитии одного из местных университетов, что привело к гибели двух девушек. Кэрол-Энн приезжает к Теду и признаётся ему в любви. Она помогает Банди с кампанией в его защиту. Кэрол-Энн подкупает охранника и тайком занимается сексом с Банди.
Власти предлагают Теду сделку — признание в тройном убийстве в обмен на 75-летнее заключение вместо смертной казни. Тед со скандалом даёт отвод адвокату, настаивающему на сделке с обвинением, и решает защищать себя сам. Он безуспешно пытается дозвониться до Лиз. Вскоре Кэрол-Энн сообщает Теду, что беременна. Тед делает заявление в зале суда что вступил с ней брак, по законам штата Тед и Кэрол-Энн теперь считаются супругами.
Обвинение предоставляет решающее доказательство: отпечаток зубов на ягодице одной из жертв. Суд присяжных признаёт его виновным, судья приговаривает Банди к смерти на электрическом стуле. В камере смертников Теда посещает Лиз. Она просит Банди рассказать о том, что он совершил, и тем самым избавить её от душевных страданий. Лиз признаётся, что в 1975 году именно она первой позвонила в полицию, увидев фоторобот подозреваемого (благодаря её звонку Теда впервые задержали, и вся эта история получила своё развитие). Затем Лиз показывает Теду фотографию обезглавленной жертвы и спрашивает, как именно он лишил несчастную девушку головы. Банди пишет на запотевшем стекле слово «ножовка». Лиз со слезами убегает, у ворот тюрьмы её встречают муж и подросшая дочь. Известие о казни Теда Банди приводит в восторг журналистов и зевак, толпящихся около тюремного здания. У Кэрол-Энн рождается девочка.
Фильм заканчивается показом архивных роликов с участием реального Теда Банди, Кэрол-Энн Бун и других героев этого фильма.

## В ролях
| Актёр               | Роль                     |
| ------------------- | ------------------------ |
| Зак Эфрон           | Тед Банди                |
| Лили Коллинз        | Лиз Кендалл              |
| Кая Скоделарио      | Кэрол Энн Бун            |
| Хэйли Джоэл Осмент  | Джерри                   |
| Джеффри Донован     | Джон О'Коннелл           |
| Джон Малкович       | судья Эдвард Коварт      |
| Джим Парсонс        | обвинитель Ларри Симпсон |
| Анджела Сарафян     | Джоанна                  |
| Дилан Бейкер        | Дэвид Йокам              |
| Брайан Герати       | Дэн Дауд                 |
| Джеймс Хетфилд      | Боб Хэйворд              |
| Грейс Виктория Кокс | Кэрол Даронч             |